# Luis Sánchez Duque
Luis Sánchez Duque (nascut el 13 de novembre de 1956) és un entrenador de futbol madrileny.

## Carrera com a entrenador
Nascut a Getafe, Comunitat de Madrid, Sánchez Duque va començar la seva carrera com a entrenador al Getafe CF l'any 1993, després de representar ja com a jugador l'antecessor del club als anys 80. Va aconseguir l'ascens a Segona Divisió en la seva primera temporada al càrrec, però va ser acomiadat el maig de 1995.
Posteriorment, Sánchez Duque va ser nomenat entrenador del CD Leganés, aconseguint mantenir-se dues temporades al segon nivell. L'estiu de 1997 va ser nomenat entrenador de l'Albacete Balompié, però va ser rellevat de les seves funcions a l'octubre.
El desembre de 1999, després d'una temporada al Leganés, Sánchez Duque va ser nomenat al capdavant del CD Toledo. Finalment va deixar el club l'any següent, després de patir el descens de l'equip.
El 23 de desembre de 2000, Sánchez Duque va ser nomenat entrenador del Córdoba CF. L'1 de març de l'any següent, després de només vuit partits, va ser acomiadat.
El 27 de novembre de 2001, Sánchez Duque es va incorporar al CD Numància. El 17 de febrer de 2002 va ser acomiadat, poc després de confirmar la seva continuïtat en una roda de premsa.
Posteriorment, Sánchez Duque va dirigir el Tomelloso CF i el València CF Mestalla, sent posteriorment ajudant de la plantilla principal d'aquest últim. Va deixar la seva feina l'abril de 2007, després de patir una arrítmia cardíaca.